# Eerste Zaanse Zweefvlieg Club
De Eerste Zaanse Zweefvliegclub (EZZC) is een Nederlandse zweefvliegclub die in 1936 werd opgericht.
Na de Tweede Wereldoorlog werd de vereniging in verband met woningbouw verdreven van haar oorspronkelijke vliegveld bij Tuindorp Oostzaan. Onder druk van de ministeries van Defensie en Verkeer en Waterstaat kon de zweefvliegclub terecht op het terrein van het Provinciaal Waterleidingbedrijf Noord-Holland. Anno 2019 wordt gevlogen vanaf het zweefvliegveld bij Castricum. De club heeft een vloot van vijf zweefvliegtuigen, variërend van opleidingstoestellen tot moderne wedstrijdvliegtuigen. Er wordt gevlogen in de periode van maart tot november. In de wintermaanden wordt onderhoud verricht aan het materiaal. Sporadisch worden er in de winter nog vluchten gemaakt, zoals sneeuw- of hellingvluchten.

## Vloot
De zweefvliegclub beschikt over de volgende vliegtuigen:
- PH-867 (ZC) Schleicher ASK-21
- PH1051 (ZA) SZD 51-1 Junior
- PH-1162 (EZ) Schempp-Hirth Discus CS
- PH-1198 (1Z) Schempp-Hirth Duo Discus Turbo
- PH-1678 (EC) Schempp-Hirth Discus 2c Turbo

| Basisgegevens | Basisgegevens |
| ------------- | ------------- |
| Thuisbasis:   | Castricum     |
| Vloot:        | 5             |
| Callsign:     | Eerste Zaanse |